# Фюнфштеттен
Фюнфштеттен (нем. Fünfstetten) — община в Германии, в земле Бавария. 
Подчиняется административному округу Швабия. Входит в состав района Донау-Рис.  Население составляет 1343 человека (на 31 декабря 2010 года). Занимает площадь 26,72 км².